# Tiberios III
Tiberios III var kejsare över det Bysantinska riket 698–705. Tiberios III företräddes av Leontios och efterträddes av Justinianus II.